# Sarajevo Pride
Sarajevo Pride, även 
Bosnian-Herzegovinian Pride March är ett årligt prideevenemang i Sarajevo i Bosnien och Hercegovina som har arrangerats varje år sedan 2019.
Den första prideparaden i landet arrangerades i Sarajevo den 9 september 2019 med omkring 2 000 deltagare. Därmed blev Bosnien och Hercegovina det sista landet i det forna Jugoslavien som anordnade ett pridefirande. Paraden, som genomfördes under stort säkerhetspådrag, gick från krigsminnesmärket med den eviga lågan i centrala Sarajevo och  längs Maršala Tita (Marskalk Tito-gatan) till regeringsbyggnaden.
År 2020 ställdes evenemanget in på grund av Covid-19-pandemin. Sarajevos andra  prideparad avhölls den 14 augusti 2021 och den tredje den 25 juni 2022. Nästa evenemang beräknas gå av stapeln den 24 juni 2023 i Sarajevo.